# Guillermo García González
Guillermo García González (ur. 9 grudnia 1953 w Santa Clara, zm. 26 października 1990 w Hawanie) – kubański szachista, arcymistrz od 1976 roku.

## Kariera szachowa
Od pierwszych lat 70. XX wieku aż do tragicznej śmierci w wypadku samochodowym należał do ścisłej czołówki kubańskich szachistów. Trzykrotnie (1974, 1976, 1983) zdobył tytuł indywidualnego mistrza kraju. Pomiędzy 1974 a 1988 rokiem siedmiokrotnie wystąpił na szachowych olimpiadach (w tym 4 razy na I szachownicy), w roku 1987 reprezentował w Junín barwy Kuby na drużynowych mistrzostwach państw panamerykańskich (zdobywając dwa złote medale: wraz z drużyną oraz za indywidualny wynik na III szachownicy), a 1989 - w drużynowych mistrzostwach świata w Lucernie. Dwukrotnie wystąpił w turniejach międzystrefowych (eliminacji mistrzostw świata): w roku 1979 zajął w Rio de Janeiro XIII miejsce, natomiast w 1982 w Moskwie zaprezentował się o wiele lepiej, zajmując VI lokatę.
Wystąpił w wielu międzynarodowych turniejach, dwukrotnie (w 1977 - wraz z Olegiem Romaniszynem i 1980) zwyciężając w memoriałach Jose Raula Capablanki w Cienfuegos. Poza tym sukcesy odniósł m.in. w Las Palmas (1974, dz. II m. za Ljubomirem Ljubojeviciem, wraz z Aleksandrem Bielawskim i Fridrikiem Olafssonem, przed Lwem Poługajewskim, Ulfem Anderssonem i Bentem Larsenem), Hawanie (1982, I m.), Bayamo (1983, dz. II m. za Carlosem Garcia Palermo i 1984, II m. za Alonso Zapatą), Hawanie (1985, dz. II m. za Eduardem Gufeldem i 1986, dz. I m. wspólnie z Alonso Zapatą) oraz Pontevedrze (1986, dz. I m.).
Najwyższy ranking w karierze osiągnął 1 stycznia 1978 r., z wynikiem 2535 punktów zajmował wówczas 50. miejsce na światowej liście FIDE (oraz pierwsze wśród kubańskich szachistów).